# Zaclys murdochi
Zaclys murdochi är en snäckart som beskrevs av B.A. Marshall 1978. Zaclys murdochi ingår i släktet Zaclys och familjen Cerithiopsidae. Inga underarter finns listade i Catalogue of Life.